# Erich Exel
Erich Exel (* 25. Oktober 1889 in Unterretzbach; † 1. Mai 1954) war ein österreichischer Jurist und Politiker (ÖVP). Exel war zwischen 1945 und 1950 Wiener Landtagsabgeordneter und Mitglied des Gemeinderats und zwischen 1946 und 1950 Amtsführender Stadtrat. Er verfasste zahlreiche Schriften über Wohnungseigentum und die Schaffung von Freihandelszonen. 
Erich Exel studierte Rechtswissenschaften und Kunstgeschichte an der Universität Wien und promovierte 1914 zum Dr. jur. Er absolvierte seine Rechtspraxis und wurde Rechtsanwaltsanwärter bei der Ersten Österreichischen Sparkasse. Zwischen 1916 und 1918 leistete er seinen Kriegsdienst im Ersten Weltkrieg ab und wurde im Anschluss Prokurist eines niederländischen Import- und Exportunternehmens. Danach war er von 1922 bis März 1938 Direktionssekretär und Syndikus der Union-Baugesellschaft. Danach war er als Gebäudeverwalter selbständig. Exel war Aufsichtsrat der Union-Baugesellschaft und Vorstandsmitglied des Internationalen Hauses sowie des Donau-europäischen Institutes. 
Exel wechselte 1945 in die aktive Politik und wurde am 13. Dezember 1945 als Abgeordneter zum Wiener Landtag und Gemeinderat angelobt, dem er bis zum 31. August 1950 angehörte. Am 14. Februar 1946 wurde Exel zudem als Stadtrat für Städtische Unternehmungen angelobt, er führte das Ressort bis zum 31. August 1950.
Erich Exel wurde am Hernalser Friedhof bestattet.

## Schriften
- Das Wohnungseigentum. Geschichte, Praxis, Ideologie. Wien 1949 (DNB 363722521)